# Altiplano norte de Antioquia
El altiplano de Santa Rosa de Osos, llamada también altiplano norte de Antioquia, es un amplio altiplano de Colombia, con una altitud media que oscila entre los 1.000 y los 3.000 m s. n. m. Se encuentra dentro del departamento de Antioquia. 
Forma parte de la cordillera Central de los Andes. La vegetación es diversa, dependiendo de la altitud, donde se distinguen especialmente 3 zonas de vida, bosque húmedo premontano, bosque húmedo montano bajo y subpáramo. 
Hay paisaje de bosque en las partes media y baja, que se encuentran amenazados por la tala que busca crear pastos para ganadería intensiva, característica de esta región; y a su vez se encuentran páramos en las alturas, amenazados por monocultivos especialmente de solanáceas. 
Pertenece en su totalidad a la cuenca hidrográfica del río Magdalena. Y se practica la agricultura en el fondo de los valles.
La principal ciudad es Santa Rosa de Osos y las ciudades cercanas al altiplano aparte de esta, son Yarumal al norte y Medellín al sur.

## Características políticas
La Meseta de Santa Rosa de Osos, es llamada también Altiplano Norte, debido a que se encuentra ubicada casi totalmente en esta subregión; sin embargo este nombre no se debe generalizar, ya que municipios como Ituango, Toledo, Valdivia y Campamento, que pertenecen a la región del Norte Antioqueño, no tienen jurisdicción sobre el Altiplano y municipios como Yarumal, Guadalupe, Angostura, San Andrés de Cuerquia y Gómez Plata tienen porciones pequeñas que son solo un poco porcentaje de sus territorios. Además municipios como Bello y San Jerónimo que no son del Norte, tienen jurisdicción sobre algunos sitios del Altiplano.
El nombre de meseta de Antioquia, que se ha identificado con este altiplano, ya no se usa, principalmente para distinguirla del Valle de San Nicolás, que es el Altiplano del Oriente Antioqueño.
La meseta de Santa Rosa de Osos o Altiplano Norte, abarca el 100% del territorio de los municipios de Belmira, San Pedro de los Milagros, San José de la Montaña, Carolina del Príncipe y Entrerríos, pero más del 50% de este accidente geográfico, se extiende únicamente sobre Santa Rosa de Osos, municipio del que toma el nombre; abarcando el 90% de su territorio.
El Altiplano se alza hasta el corregimiento Llanos de Cuivá de Yarumal  y parte de los municipios de Bello y Angostura en su zona rural.
Otros municipios que poseen territorio en el altiplano son Donmatías y Gómez Plata cuyas áreas urbanas se encuentran en el mismo.
Aglomeraciones urbanas (cabeceras municipales y corregimentales), en orden de población asentadas en el Altiplano:
1. Santa Rosa de Osos
2. Donmatías
3. San Pedro de los Milagros
4. Gómez Plata
5. Entrerríos
6. Carolina del Príncipe
7. San José de la Montaña
8. Belmira
9. Llanos de Cuivá (Yarumal)
10. El Salto (Gómez Plata)
11. Aragón (Santa Rosa de Osos)
12. Hoyorrico (Santa Rosa de Osos)
13. San Félix (Bello)
14. La Unión (Bello)
15. Riogrande (Santa Rosa de Osos)
16. Labores (Belmira)
17. San Matías (Gómez Plata)
18. Llano de Ovejas (San Pedro de los Milagros)
19. Poleal (San Jerónimo)
20. El Chaquiro (Santa Rosa de Osos)

## Subdivisiones
Dentro del altiplano existen además algunos territorios que se diferencian entre sí por sus características geomorfológicas:

### Llanos de Ovejas
Esta región llana es la estribación sur del altiplano que nace en el municipio de Bello, en el corregimiento de San Félix y se extiende hasta el municipio de San Pedro de los Milagros, donde en este último municipio se asienta el corregimiento homónimo. Va de la cordillera desde el Cerro de Las Baldías hasta el borde occidental del Valle de Aburrá y de este mismo hasta la cuenca de la quebrada El Hato-Santa Bárbara de San Pedro de los Milagros.

### Valle de los Osos
Esta región irregular de pendientes suaves abarca toda la parte central del Altiplano, se cree que fue un lago endorreico en la antigüedad y está formada por los valles de los ríos Grande y Guadalupe. Va desde a cuenca alta de la quebrada El Hato-Santa Bárbara, pasando por el valle del Río Chico, el sistema de Páramos y bosques altoandinos del noroccidente medio antioqueño, bordea el Páramo de Belmira, sigue por los Altos de San Bernardo y Santa Isabel, hasta el sector La Piedra; de allí hasta la cuenca media del río Mina Vieja-Concepción; pasando por la cordillera Guanacas, contiene el Cañón de Caruquia y bordea el Cañón del río Grande hasta el corregimiento homónimo, donde atraviesa el río y sigue hasta encontrar el Alto de Matasanos; de allí, sigue por la cuenca de las quebrada Las Ánimas, San Diego y Pretel, hasta encontrarse de nuevo con la cuenca de la Quebrada El Hato-Santa Bárbara. 

### Llanos de Cuivá
Es la otra región llana del altiplano, que corresponde a la estribación norte del mismo, nace en Santa Rosa de Osos y muere en los límites municipales de Angostura y Yarumal; donde en este último municipio se asienta el corregimiento homónimo. Va desde el sector de La Piedra, luego por la cuenca alta del río Chocó, hasta el Alto de Santa Isabel, allí por la cuenca alta del río Nechí, muriendo en el sector del Guásimo en su parte Norte y en el Alto de Morelia en su parte oriental.

### Altiplanicie de Carolina
Es la parte del Altiplano que se ubica sobre los municipios de Carolina del Príncipe y Gómez Plata; dominado al norte por el río Tenche y el embalse de Miraflores, al sur por la cuenca media-baja del río Guadalupe; se separa del valle de los Osos por la cordillera Guanacas y las estribaciones finales del Cañón de Caruquia. Su límite oriental es el Salto de Guadalupe y se caracteriza por ser la región más irregular del altiplano.

## Orografía y delimitación del altiplano
Los Llanos de Ovejas son planos casi en su totalidad y se encuentran enmarcados y delimitados por las estribaciones de la cordillera del Cerro de Las Baldías, que es un sistema de páramos importante en Antioquia.
Al oriente, el altiplano se delimita por el alto de Medina y el Cerro Quitasol, sigue una serie de desfiladeros hasta el alto de Matasanos donde el límite del altiplano es la divisoria de Aguas con el río Medellín, luego se encuentra con el cañón del río Grande y continúa hasta encontrarse el cañón del río Guadalupe (cañón de Caruquia), allí se reanuda hasta el corregimiento El Salto, a partir de allí va hacia el embalse Miraflores, luego abarcando los Llanos de Cuivá va hasta el sector del Guásimo y de ahí hasta los altos de Santa Isabel y San Bernardo, culminando en el Páramo de Belmira-Santa Inés, que enmarca su límite occidental hasta arriba del sector de Poleal, donde vuelve a unirse a la cordillera de las Baldías.
El altiplano tiene una serie de cerros y serranías que son hogar de múltiples especies faunísticas y de flora; donde encontramos el Cerro  de Las Baldías, donde nace además el río Aurra,  el Páramo de Belmira-Santa Inés, donde nace el río Chico y el río San Andrés,  el sistema de páramos y bosques altoandinos del noroccidente medio antioqueño, que es la divisoria de aguas de los ríos Grande y Chico, El Alto de San Bernardo, donde nace el río Grande, el Alto de Santa Isabel, donde nace el río Nechí, El Alto de la Piedra donde nacen los ríos Chocó, Dolores y Pajarito, el cerro San José donde nace el río Tenche.

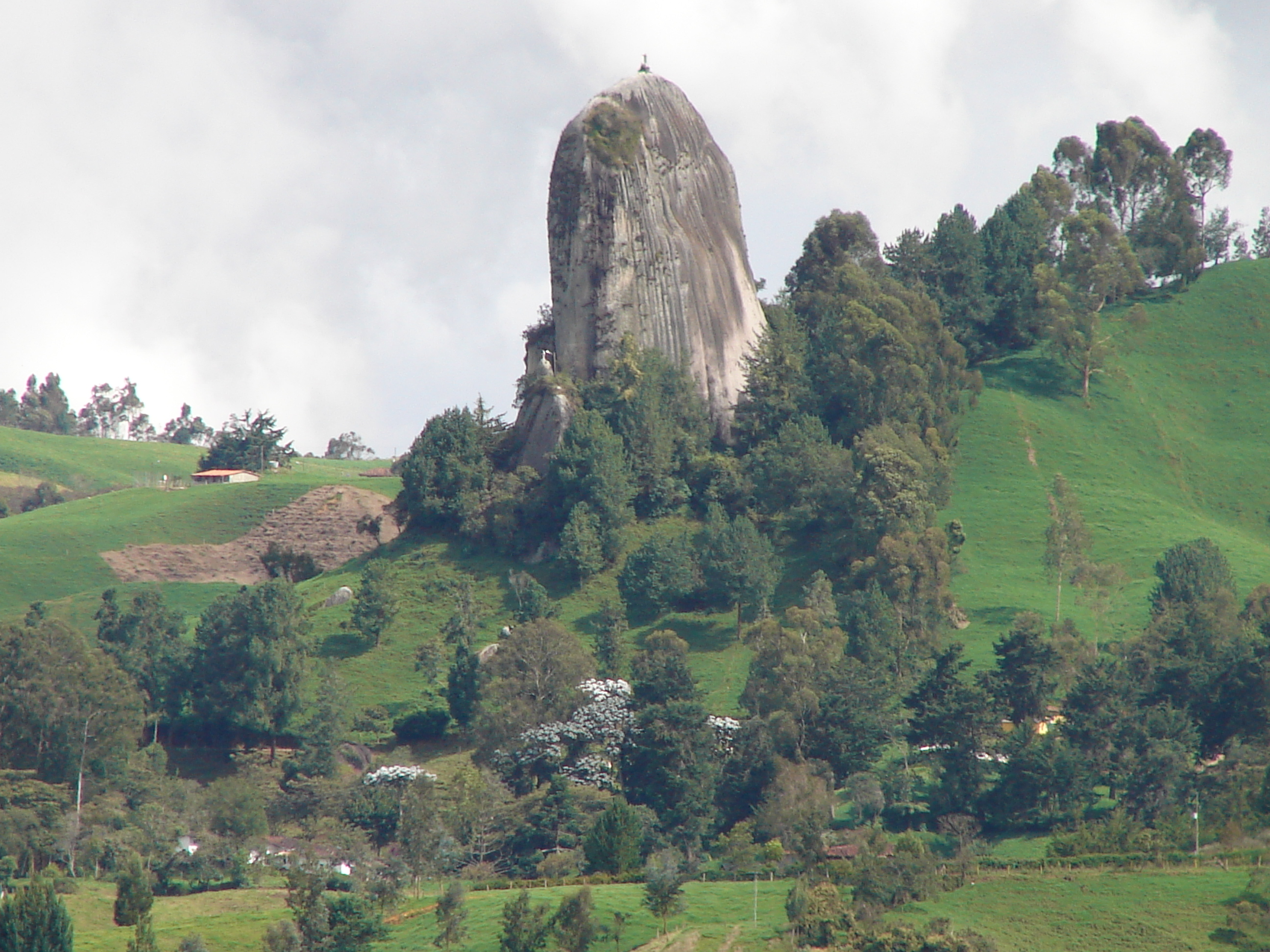
El Peñón de Entrerríos es una de las características geomorfológicas más importantes del Altiplano

Además de los altos de La Sierra, Guanacas, San Isidro y Guásimo que son albergue de numerosas especies y sitios privilegiados de nacimientos de agua.

## Hidrografía
De sur a norte la hidrografía de los principales ríos del altiplano se desarrolla de la siguiente manera:
Los llanos de Ovejas están recorridos en la parte sur, en el corregimiento de San Félix, por las cuencas de las quebradas el Hato y la García, afluentes del río Medellín, donde esta última llena un embalse antes de despeñarse hacia el Valle de Aburrá.
En San Pedro de los Milagros, en el corregimiento Llano de Ovejas, la principal corriente hídrica es el río Aurra, que se despeña por el flanco occidental del altiplano hacia el río Cauca.
San Pedro de los Milagros y  la parte sur de Belmira se encuentran dominados por la cuenca del río Chico.
En el Valle de los Osos, entre la parte norte de Belmira, Santa Rosa, Entrerríos y Donmatías; el principal drenaje es el río Grande, que es a su vez la cuenca más extensa y la principal del altiplano. Le sigue en importancia el río Guadalupe que se extiende hasta los municipios de Gómez Plata y Carolina.
En los Llanos de Cuivá la principal corriente es el río Nechí que nace allí mismo junto con los ríos Dolores y Pajarito, afluentes suyos, además del río Chocó, afluente del Grande.
En San José de la Montaña y el noroccidente del altiplano, el río San Andrés es la principal corriente hídrica y es afluente directo del Cauca.

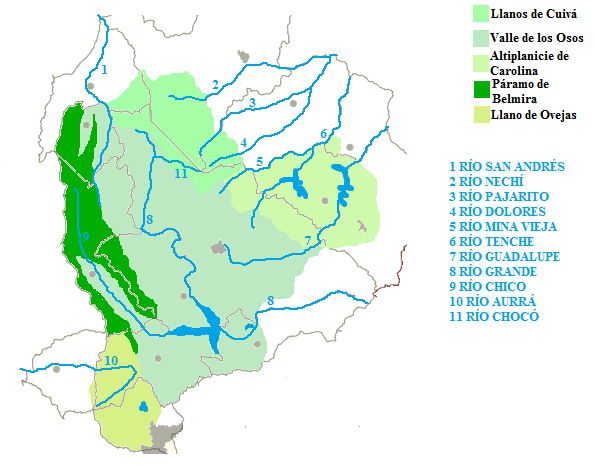
División política y natural del Altiplano

En el nororiente los ríos Mina Vieja-Concepción y Tenche son los últimos en tocar el suelo del Altiplano hasta descender abruptamente al Nechí. 